# Mahdi al-Humaidan
Mahdi Faisal Ebrahim al-Humaidan (arabisch مهدي فيصل إبراهيم حميدان, DMG Mahdī Faiṣal Ibrāhīm Ḥumaidān; * 19. Mai 1993 in Manama) ist ein bahrainischer Fußballspieler.

## Karriere

### Verein
Zur Saison 2015/16 wechselte er zu al-Ahli, mit welchen er nach zwei Spielzeiten im Mittelfeld bedingt durch einen zehnten Platz in der Saison 2017/18 in die zweite Liga abstieg. Aus dieser stieg er mit seinem Team aber auch sofort wieder auf und war dann noch bis zur Saison 2019/20 hier aktiv. Den Großteil dieser Saison, genauer den Zeitraum von Januar 2020 bis Juni 2020, verbrachte er dann aber in Saudi-Arabien bei al-Qadsiah, wohin er verliehen wurde. Seine Zeit in dem Land währte aber auch nur kurz und nach dem Ende seiner Leihe landete er zurück in seinem Heimatland bei al-Riffa. In der Saison 2020/21 schoss er hier neun Tore und half der Mannschaft somit auch mit zur Meisterschaft am Ende der Spielrunde.
Seit der Spielzeit 2020/21 steht er nun bei al-Khaldiya unter Vertrag, mit denen er Saison 2022/23 zuletzt die Meisterschaft gewann. Er selbst erzielte in dieser Spielzeit ganze 14 Treffer und wurde Torschützenkönig der Liga.

### Nationalmannschaft
Seinen ersten bekannten Einsatz im Trikot der bahrainische A-Nationalmannschaft hatte er am 19. November 2018 bei einer 1:2-Freundschaftsspielniederlage gegen den Oman. Er wurde in der 62. Minute für Sayed Redha Isa eingewechselt und erzielte dann noch in der 68. Minute das zwischenzeitliche 1:1. Nach zwei weiteren Freundschaftsspieleinsätzen stand er dann auch mit im Kader bei der Asienmeisterschaft 2019, wo er in einem Gruppenspiel, sowie dem verlorenen Achtelfinale gegen Südkorea zum Einsatz kam.
Nach zwei Qualifikationsspieleinsätzen für die Weltmeisterschaft 2022, war er dann auch beim Golfpokal 2019 dabei und gewann hier mit seiner Mannschaft erstmals den Titel. Weiter ging es danach mit der WM-Quali und einigen weiteren Freundschaftsspielen. Im Juni 2021 gewann er dann auch das Playoff zur Qualifikation für den Arabien-Pokal 2021 mit seiner Mannschaft gegen Kuwait und war auch im Herbst dann bei der Endrunde dort dabei.
Nebst weiter Freundschaftspartien stand für ihn dann im Jahr 2022 auch die Qualifikation für die Asienmeisterschaft 2023 an, für welche er in ein paar Spielen zum Einsatz kam. Anfang 2023 war sein nächstes Turnier dann der Golfpokal 2023, wo er es mit seiner Mannschaft bis ins Halbfinale schaffte. Auch im weiteren Verlauf des Jahres bekam er noch weitere Einsätze bei Freundschaftsspielen.

## Erfolge
Al-Khaldiya SC
- Bahrainischer Meister:  2022/23

## Auszeichnungen
Bahraini Premier League
- Torschützenkönig: 2022/23